# Thijl Schavuit en Sjefke Schelm
Thijl Schavuit en Sjefke Schelm waren twee personages uit de eerste serie van het Nederlandse poppenprogramma De Fabeltjeskrant.
De twee poppen kwamen voor het eerst voor in de bioscoopfilm Onkruidzaaiers in Fabeltjesland uit 1970, waarin het Grote Dierenbos werd overspoeld door een horde torren. De leden van het torrenvolk zouden aanvankelijk alleen een rol spelen in de film, maar naar aanleiding van het bioscoopsucces werden de torren Thijl en Sjefke toegevoegd aan de cast van de televisieserie.
Beide personages spraken met een Vlaams accent. Thijl was de leider van de twee, het brein achter de maffia-achtige streken die beide heren uithaalden. Sjefke was zijn volgzame hulpje. Naast de slachtoffers van hun wandaden was met name Lowieke de Vos niet blij met hun aanwezigheid in het bos, al was het bij Lowieke meer omdat hij deze streken zelf had willen bedenken en uitvoeren.
Thijl Schavuit en Sjefke Schelm speelden in De Fabeltjeskrant van 1971 tot 1974. Thijls stem werd ingesproken door Frans van Dusschoten, die van Sjefke door Ger Smit.